# أوليفيرا دو هوسبيتال
فوتيبول كلوب دي أوليفيرا هوسبيتال (بالبرتغالية: Futebol Clube de Oliveira do Hospital‏) هو نادي كرة القدم برتغالي محترف وكرة القدم الخماسية مقره في أوليفيرا دو هوسبتل، قلمرية. تأسست في عام 1938، ويلعب النادي حاليًا في كامبيوناتو دي البرتغال وهو المستوى الثالث البرتغالي، حيث تقام المباريات على أرضه في ملعب أوليفيرا دو هوسبيتال البلدي، الذي يضم 5.000 متفرج.

## وصلات خارجية
- الموقع الرسمي باللغة البرتغالية
- الملف الشخصي لفريق زيرو زيرو باللغة البرتغالية

- | منتخبات وطنية | - البرتغال - captains - قائمة الهاتريك لمنتخب البرتغال لكرة القدم - B - تحت 23 - تحت 21 - تحت 20 - تحت 19 - تحت 18 - تحت 17 - تحت 16 - U-15 - كرة صالات - منتخب البرتغال لكرة القدم الشاطئية |
| نظام الدوري   | - الدوري البرتغالي الممتاز - hat-tricks - ليغا برو - Campeonato de Portugal |
| كؤوس محلية    | - كأس البرتغال - كأس الدوري البرتغالي - كأس السوبر البرتغالي |

| منتخبات وطنية | - البرتغال - تحت 19 - تحت 17 [لغات أخرى]‏ - كرة صالات [لغات أخرى]‏                         |
| نظام الدوري   | - بطولة البرتغال الوطنية لكرة القدم للسيدات [لغات أخرى]‏ - Campeonato Nacional II Divisão |
| كؤوس محلية    | - Taça de Portugal - Taça da Liga - Supertaça de Portugal                                |